# Libnotes bipartita
Libnotes bipartita là một loài ruồi trong họ Limoniidae. Chúng phân bố ở miền Australasia.